# Dresden Industriegelände (železniční zastávka)
Dresden Industriegelände (Drážďany Průmyslová oblast) je železniční zastávka systému S-Bahn Dresden v Drážďanech. Leží na hranici městských částí Hellerberge a Albertstadt (Albertovo město) a obsluhují ji jak vlaky příměstské železnice, tak regionální vlaky.
Stanice byla otevřena v roce 1970 na železniční trati Zhořelec–Drážďany mezi stanicemi Dresden-Neustadt a Dresden-Klotzsche. Výstavba stála 1,25 milionů marek. Zastavují tam vlaky linky S2 S-Bahnu, která spojuje Staré a Nové město s letištěm, rovněž i regionální vlaky do i ze Zhořelce, Žitavy, Kamence a Königsbrücku. Kvůli nespočtu podniků v drážďanské průmyslové oblasti i vojenským zařízením v Albertově městě používalo stanici v době existence Německé demokratické republiky přes 1000 cestujících denně. Železniční zastávka je stále v provozu, i když hustota dopravy od konce Německé demokratické republiky výrazně klesla.
Východně od stanice se nachází tramvajová zastávka linky 7 a 8.